# Galip Haktanır
Galip Haktanır (ur. 1 sierpnia 1921 w Izmirze, zm. 30 września 2023) – turecki piłkarz występujący na pozycji bramkarza, olimpijczyk z Londynu (1948).

## Kariera
W 1942 został zawodnikiem klubu Vefa SK, do którego należał przez całą swoją karierę seniorską. W ciągu 13 lat wystąpił w 207 spotkaniach. W 1947 roku został wicemistrzem kraju. W latach 1948–1950 pięciokrotnie występował w reprezentacji narodowej. W 1948 roku został powołany do kadry olimpijskiej na igrzyska olimpijskie w Londynie. Nie wystąpił w żadnym spotkaniu. Po zakończeniu kariery w 1955 został dyrektorem technicznym swojego byłego klubu w sezonie 1956–1957, następnie ponownie w latach 1959–1963 i 1967–1970, Następnie odszedł na emeryturę. 